# 低次元トポロジー

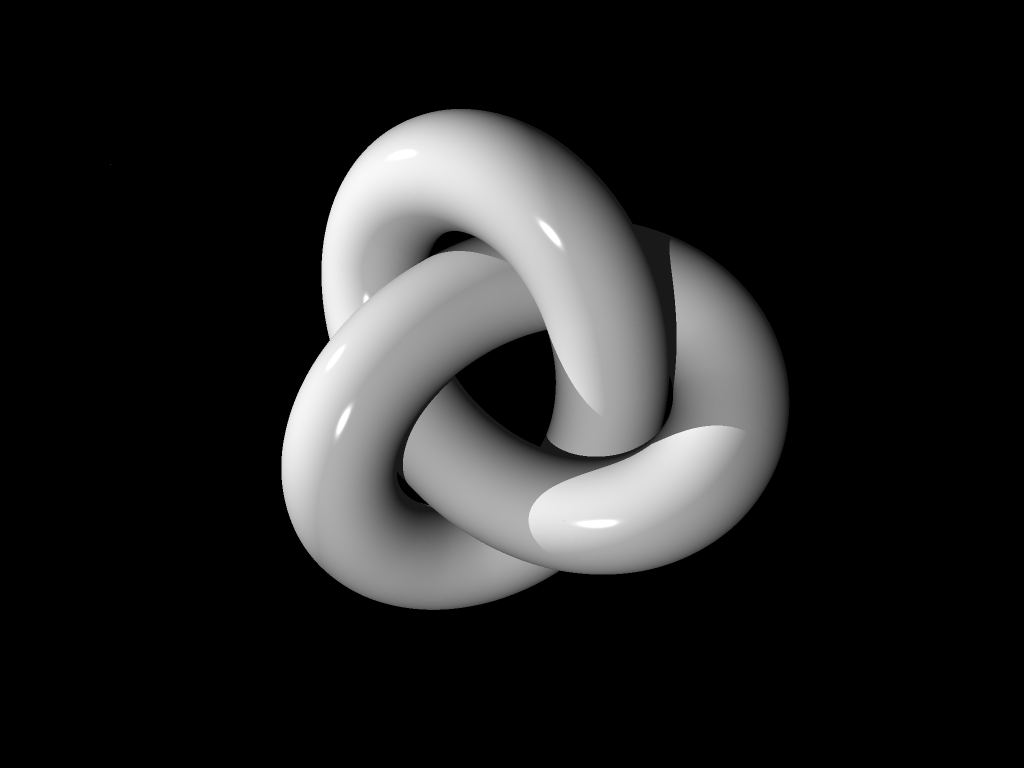
最も単純な非自明結び目である三葉結び目を太くした三次元図形。結び目理論は低次元位相幾何学の重要な部分を占める。

数学における低次元位相幾何学（ていじげんいそうきかがく、英: low-dimensional topologyは、4次元、あるいはそれ以下の次元の多様体の研究をする位相幾何学の一分野である。扱われる主題は、3次元多様体および4次元多様体の構造論、結び目理論および組み紐群などがある。低次元トポロジーは幾何学的位相幾何学の一部と見なすことができる。

## 歴史
1960年代に始まった多くの位相幾何学の発展は、位相幾何学が低次元で重要であることを示した。1961年のスティーヴン・スメイルによる高次元でのポアンカレ予想の解決は、3次元と 4次元が最も難しい問題であると思わせるに充分であった。実際、3次元や 4次元では、新しい方法が要求され、一方、高次元での自由度は手術理論を計算機的な方法で（低次元へ）還元することができることを意味した。後日、1970年代にウィリアム・サーストンにより定式化された幾何化予想では、低次元では幾何学とトポロジーが密接に関係することを示唆するフレームワークが提供され、サーストンのハーケン多様体についての幾何化予想の証明は、以前は関連の薄かった数学分野からくる多様体のツールが用られた。1980年代初期のヴォーン・ジョーンズによるジョーンズ多項式の発見は、結び目理論に新しい方向性をもたらしたのみならず、低次元トポロジーと数理物理学の間のミステリアスな関係性を呼び起こした。2002年のグレゴリー・ペレルマンは、リチャード・S・ハミルトンのリッチフローという幾何解析分野のアイデアを使い、3次元ポアンカレ予想の証明を言明した。
すべてのこれらの前進は、残りの他の数学の分野へより良い影響をもたらした。

## 二次元
曲面は 2次元の位相多様体である。最も馴染みのある例は、通常の三次元ユークリッド空間 R3 内の立体図形の境界として現れるもの、例えば球体の境界面としての球面である。他方、クラインの壷のように、特異点や自己交叉を持つことなしに 3次元ユークリッド空間へ埋め込むことができない曲面もある。

### 曲面の分類
閉曲面の分類定理は、すべての連結な閉曲面は、以下の 3つの族のうちのひとつに属する対象に同相であるという定理である。
1. 球面
2. {\displaystyle g\geq 1} に対し、g 個のトーラスの連結和
3. {\displaystyle k\geq 1} に対し、k 個の射影平面の連結和

最初の 2つの族の曲面は、向き付け可能である。球面を 0 トーラスの連結和と考え、便宜的に 2つの族の元の連結和として考える。トーラスについての数値 g を曲面の種数と呼ぶ。球面とトーラスはそれぞれオイラー標数 2 と 0 である。一般に 種数 g のトーラスのオイラー標数は 2 − 2g である。
3つ目の曲面の族は、向き付け不能な曲面である。実射影空間のオイラー標数は、1 であり、一般にそれらの k-連結和のオイラー標数は 2 − k である。

### タイヒミューラー空間
数学において、（実）位相空間 X のタイヒミューラー空間 TX は、恒等写像と同位な同相写像の作用を除いて X 上の複素構造をパラメータ付ける空間である。TX 上の各点は、「印」をつけたリーマン面の同型類とみなすことができる。ただし、「印」とは X から自分自身への同相写像の同位類である。タイヒミューラー空間は、（リーマン）モジュライ空間の普遍被覆軌道体である。
タイヒミューラー空間は、標準的な複素多様体の構造と豊かな自然計量を持っている。タイヒミューラー空間の台となる位相空間は、フリッケ(Fricke)により研究され、その上のタイヒミュラー計量は Oswald Teichmüller (1940) で導入された。

### 一意化定理
一意化定理は、すべての単連結なリーマン面は、次の 3つのうちのどれかひとつと共形同値であるという定理である。単連結リーマン面は、開単位円板、複素数平面、リーマン球面のいずれかであり、特に、定曲率のリーマン計量をもっている。これはリーマン面を、普遍被覆に従い、楕円型（正の曲率をもつ、正の定数曲率をもつ）と放物型（平坦）と双曲型（負の定数曲率）へと分類する。
一意化定理は、リーマン写像定理を、平面の単連結な開部分集合から任意の単連結なリーマン面へ一般化した定理である。

## 三次元
位相空間 X のすべての点が 3次元ユークリッド空間と同相な近傍を持つとき、X を 3次元多様体と呼ぶ。
位相多様体、区分線型多様体（PL多様体）、滑らかな多様体の圏は、すべて 3次元の場合には同値であるので、3次元では、位相多様体と滑らかな多様体の差異はほとんどない。
3次元での現象は、他の次元での現象とは非常に異なっていて、3よりも大きな次元へは一般化できない非常に特別なテクニックが普及している。この特別なテクニックの役割は、他の分野の多様性との密接な関係をもたらした。たとえば、結び目理論, 幾何学的群論、双曲幾何学、数論、タイヒミューラー空間、位相的場の理論、ゲージ理論、フレアーホモロジー、や偏微分方程式がある。3次元多様体論は、低次元位相幾何学や幾何学的位相幾何学の一部と考えられる。

### 結び目と組み紐理論
結び目理論は、結び目を数学的に研究する。日常生活の中に現れる靴ひもや縄の結び目というのが発端ではあるが、数学者のいう結び目はそれらと違って両端が一つに繋がった輪の形をしていて、それらを切り離すことは許されない。数学的な言い方をすれば、結び目とは円周の三次元ユークリッド空間 R3 への埋め込みである（我々はいま位相を考えているのだから、この「円周」というのも古典的な幾何学的概念としてのそれに制限されるものでなく、それと同相なものは全て「円周」と呼ぶのである）。数学的な意味での二つの結び目が同値であるとは、R3 からそれ自身の上への変形（全同位と呼ぶ）を通じて一方が他方へ写ることができるときに言う。これらの変形は、結ばれた紐を切ったり自身をすり抜けたりすることなく操作することに対応している。
結び目補空間は、良く研究されている 3次元多様体である。順な結び目 K の結び目補空間は、結び目を取り巻く 3次元空間である。より詳しくは、K が 3次元多様体 M の中の結び目とし（最も良く使われる M は3-球面である）、N を K の管状近傍とすると、位相的に N はトーラス体(solid torus)である。そうして、結び目補空間とは N の補集合
{\displaystyle X_{K}=M-{\mbox{interior}}(N)}
をいう。
関連する主題として、組み紐理論がある。組み紐理論は、日常的な意味の組み紐およびそのある種の一般化を研究する抽象幾何学理論である。考え方としては、組み紐を群として体系化することであり、その群演算は「紐の集合上で、紐をひねって組むという操作を、ひねりを加えた順番に従って考える」ことを意味する。そのような群は明白に群の表示により陽に記述することができ、Emil Artin (1947) に示されている。この線での基本的な取り扱いは組み紐群の項を参照。ブレイド群はまた、より深い数学的な解釈（たとえば、配置空間の基本群）も持つ。

### 双曲3次元多様体
双曲3次元多様体は、完備な定断面曲率 -1 のリーマン計量を持つ3次元多様体である。言い換えると、双曲3次元多様体は、3次元双曲空間を、それに自由かつ固有不連続に作用する双曲的等距離写像の成す適当な部分群で割った商である。クライン模型の項を参照。
その thick-thin 分解は、thin 成分として、閉測地線からなる管状近傍およびまたはユークリッド曲面と閉半直線の積となる端点をもつ。多様体が有限体積となるための必要十分条件は、thick 成分がコンパクトになることである。この場合、終点はトーラスと閉じた半直線との交差の形をしていて、尖点と呼ばれる。結び目補空間は最もよく研究されている尖点を持つ多様体である。

### ポアンカレ予想と幾何化予想
サーストンの幾何化予想は、3次元位相空間は関連付けることのできる一意な幾何学構造を持っているという予想である。幾何化予想は、2次元曲面の一意化定理の類似であり、一意化定理はすべての単連結なリーマン面は 3つの幾何学（ユークリッド幾何学、球面幾何学、双曲幾何学）のうちのひとつとなるという定理である。
3次元では、位相空間全体をひとつの幾何学に関連付けることが常にできるとは限らない。代わって、幾何化予想はすべての閉 3次元多様体は、標準的な方法でそれぞれのピースが 8つのタイプのうちのひとつの幾何学構造を持つようなピースへと分解することができるという予想である。この予想は、ポアンカレ予想やサーストンの楕円化予想など、いくつかの他の予想を含む予想として、William Thurston (1982) で提出された。

## 4次元
4次元多様体は、4次元の位相多様体である。滑らかな 4次元多様体は、滑らかな構造を持つ 4次元多様体である。4次元では、低次元での注目すべ対照として、位相多様体と滑らかな多様体では大きな差異があるということがある。滑らかな構造を持たない 4次元位相多様体が存在し、たとえ滑らかな構造があったとしても一意に決まるとは限らない（すなわち、同相であるが微分同相ではない 4次元位相多様体が存在する）。
物理学では、4次元多様体は重要である。一般相対論において、時空は擬リーマン的なな 4次元多様体であるからである。

### 異種 R4
エキゾチック R4 はユークリッド空間 R4 と同相であるが、微分同相ではない可微分多様体を言う。最初の例は、1980年代始めにマイケル・フリードマンにより、位相 4次元多様体についてのフリードマンの定理と滑らかな 4次元多様体についてのサイモン・ドナルドソンの定理を対比することで発見された 。R4 の微分同相ではない可微分構造が非可算個存在する。このことは、最初にクリフォード・タウベスにより、 で示された。
球面上の微分同相ではない可微分構造— 異種球面— は存在が知られていたが、この構成により、そのような構造の存在が 4-球面のこの特別な場合のみ存在するのかどうかという問題は未解決である（2014年段階では）。4 以外の正の整数 n に対し、Rn 上には異種可微分構造が存在しない。言い換えると、n ≠ 4 ならば、Rn に同相な任意の滑らかな多様体は、Rn に微分同相である。

### 4次元でのその他の特別な現象
多くとも次元が 3 の低次元における方法により証明することのでき、少なくとも次元 5 以上の完全に高い次元の方法により証明できる多様体の基本定理がいくつかあるが、次元 4 でのみ、成立しない定理がある。これらの例をいくつか挙げる。
- 次元 4 よりも大きな次元で、カービー・ジーベンマン不変量は PL構造の存在への障害を与える。言い換えると、コンパクトな位相多様体は PL構造を持つことと、 H4(M,Z/2Z) の中のカービー・ジーベンマン不変量が 0 となることとは同値である。次元 3 やそれ以下の次元では、すべての位相多様体は、本質的に一意な PL構造を持つ。次元 4 では、カービー・ジーベンマン不変量は 0 であるが PL構造を持たない多くの例がある。
- 4 以外の次元では、コンパクトな位相多様体は有限個の異なる PL構造や滑らかな構造しかもたない。4次元では、コンパクトな多様体は可算個の無限個の微分同相でない滑らかな構造を持つことができる。
- 次元 4 は、Rn が異種可微分構造を持つことのできる唯一の次元である。R4 は非可算個の異種可微分構造をもつ。異種 R4を参照。
- 滑らかなポアンカレ予想の解は、4 以外の次元ではすべて知られている（少なくとも次元 7 では正しくない、エキゾチック球面（英語版）を参照）。PL多様体（英語版）は 4 を除くすべての次元で証明されているが、4次元では正しいか否か分かっていない（4次元での滑らかなポアンカレ予想と同値である）。
- 滑らかな h-コボルディズム定理（英語版）は、同境(cobordant)（コボルダント）でもなく境界が 4次元でもない場合には、コボルディズムは保存される。コボルディズムの境界が次元 4 であると、この結果は成立しない（ドナルドソンにより示された）。コボルディズムが次元 4 であるとき、h-コボルディズム定理が成立するかどうかは未解決である。
- 4次元以外の次元の位相多様体は、ハンドル体分解を持つ。次元 4 の多様体がハンドル分解を持つことと、滑らかな多様体であることとは同値である。
- すべての単体複体に同相でない 4次元位相多様体が存在する。少なくとも次元 5 では、単体複体と同相でない位相多様体の存在は、未解決問題である。2013年段階では、シプリアン・マノレスク(Ciprian Manolescu)がArXivへプレプリントを投稿して、次元が 5 に等しいか大きい各々の次元で単体複体に同相でない多様体が存在すると主張している。

## 低次元トポロジーを識別する典型的な定理
高次元多様体の研究に有効な使われるツールであっても、低次元多様体へ適用できない定理があり、そのいくつかを挙げる。たとえば、
スティーンロッドの定理は、向きつけられた 3次元多様体は自明な接バンドルを持つという定理である。他の言い方では、3次元多様体の唯一の特性類は向き付け可能性の障害であるということもできる。
任意の閉 3次元多様体は、4次元多様体の境界である。この定理は何人かの人により独立に示された。この定理は、Dehn–Lickorishの定理と呼ばれる 3次元多様体のヘーガード分解を通して得られる。また、閉多様体のコボルディズム環のルネ・トムの計算からも得られる。
R4 上の異種可微分構造の存在は、元々は、サイモン・ドナルドソンとアンドレイ・キャッソンの仕事に基づき、マイケル・フリードマンにより得られた。以来、フリードマン、ロバート・ゴンフ、クリフォード・タウベスやローレンス・テイラーにより、R4 上には微分同相でない滑らか構造が連続して存在することが示された。一方、n ≠ 4 として、Rn は微分同相を除くと滑らか構造はひとつしか存在しないことが知られている。